# Coapan, Puebla
Coapan är en ort i Mexiko.   Den ligger i kommunen Cuetzalan del Progreso och delstaten Puebla, i den sydöstra delen av landet, 190 km öster om huvudstaden Mexico City. Coapan ligger 235 meter över havet och antalet invånare är 130.
Terrängen runt Coapan är varierad. Runt Coapan är det tätbefolkat, med 383 invånare per kvadratkilometer. Närmaste större samhälle är Ciudad de Cuetzalan, 9,4 km sydväst om Coapan. I omgivningarna runt Coapan växer huvudsakligen savannskog.